# 平特斯維爾 (加利福尼亞州)
平特斯維爾（英語：Paintersville）是位於美國加利福尼亞州薩克拉門托縣的一個非建制地區。該地的面積和人口皆未知。

## 地理
平特斯維爾的座標為38°19′12″N 121°34′34″W / 38.32000°N 121.57611°W，而該地的平均海拔高度為5米（即16英尺）。